# エリック・ブーリエ
エリック・ブーリエ（Éric Boullier 、1973年11月9日 - ）は、フランス・ラヴァル出身のモータースポーツ関係者。F1のルノー（およびロータス）のチーム代表やマクラーレンのレーシングディレクターを務めた。

## 経歴
フランスのInstitut Polytechnique des Sciences Appliquees（先端科学の工科大学）で航空宇宙工学を学んだ後、1999年にフランスの名門チームDAMSに加入し、国際F3000やル・マンプロジェクトで働いた。
2002年はワールドシリーズ・バイ・ニッサンに参戦するレーシング・エンジニアリングへ移籍し、チーフエンジニアに任命された（担当ドライバーはフランク・モンタニー）。
2003年にDAMSへ復帰し、テクニカル・ディレクターに就任。その後マネージング・ディレクターも兼任し、GP2やフォーミュラ・ルノー3.5、A1グランプリ（フランスチーム）で指揮を執った。GP2アジアシリーズでは2008 - 2009年シーズンにDAMS所属の小林可夢偉とジェローム・ダンブロシオが総合1・2位を獲得した。
2009年には、ジェラルド・ロペス率いるジニー・キャピタルが運営するグラビティ・スポーツ・マネージメントの代表に就任し、ダンブロシオらのマネージメントを担当した。
2009年末、ジニー・キャピタルがルノーF1チームの共同運営者となり、2010年1月5日に、ブーリエは36歳でルノーのチーム代表に就任した。スキャンダル（クラッシュゲート）の後遺症もあり、新代表の若さとF1経験のなさを不安視する向きもあったが、ブーリエはチームをまとめて2010年シーズンを乗り切った。ルノーが2010年限りでワークス活動を終了したため、2011年はロータス・ルノーGP、2012年以後はロータスF1チームとしてF1に参戦している。2012年にはマネージメントを担当するロマン・グロージャンを正ドライバー、ダンブロシオをサードドライバーとして起用した。
2011年4月、ブーリエはステファノ・ドメニカリ（スクーデリア・フェラーリ）に代わってフォーミュラ・ワン・チームズ・アソシエーション (FOTA) の副代表に就任した。
2014年1月24日、ブーリエはロータスを辞職し、29日にマクラーレン・レーシングのCEO兼レーシングディレクターになることを発表した。2015年よりマクラーレンが搭載するホンダ製パワーユニット（PU）については、信頼性や性能が不足していると発言した。また、2018年よりルノー製PUへの変更を決定した際、ブーリエ自身はチームとして在籍していたことやルノーエンジンでレースを経験していたこともあり、「PUを交換しただけでラップタイムは1秒速くなる」と主張したが、それまでと変わらず成績低迷は続いた。2018年7月3日、チームはブーリエがマクラーレンのレーシングディレクターを辞任したと発表したが、事実上の更迭であった。
マクラーレン加入まではそれなりの成功を収めており、DAMSの幹部や2010年から2013年のルノー（ロータス）で結果を残していた。実際、ロン・デニスから依頼をされてマクラーレンCEO就任しており、少なくとも、ザク・ブラウンと違い他業種から移ってきたわけではなく、就任直後の評価はそれほど悪くなかった。現に2015年からの不振をホンダエンジンの問題に押し付ける言動をするチームの状況に関して、2017年シーズンのスペインGPの前後のインタビューのように時折咎めたり、別視点のコメントをしてフォローしたこともあった。だが、イメージ戦略に基づくメディア対応やドライバーに対する配慮の一環であったとしても、チームがそういった言動をすることやアロンソの過激なコメントを発することを事実上黙認し、全体で見れば、チーム内の問題に対する対応の失敗や自身の後任となったアンドレアス・ザイドルが行ったような積極的なリーダーシップを取ってチーム内の意識改革にも着手しなかったため、自ら批判を招く言動をしていた面があるのも事実である。一応、ブーリエはガーデニング休暇（機密保持期間）後のインタビューにおいて、ホンダとの提携はデニスの見通しより厳しいものになるという考えを持っていたらしく、会議の場でデニスに対しても自らの考えを口にしたこともあると釈明したが、いわゆる結果を残すという点では失敗したため、自身の晩節を汚すこととなった。
とはいえ、2013年の成績が表彰台ゼロという1980年以来の大不振に終わったように、チーム自体がブーリエ就任前からマシン開発の迷走ないしチームの低迷期に入った感も否めなかった。現に2015年から数年を行われたサイズゼロコンセプトが結果的に失敗したことや2018年スペインGPでのアップデートの不調といったマシン開発のミスなどが起きている。また、2018年からルノーエンジンに変更したことでチーム全体が現状に問題があることを認識し、それを経て行われた組織改革によって2019年の復調につながることとなった。そのため、責任者という観点から批判されることは避けられないにしても、当時の関係者ということで必要以上に批判にさらされていることも否めない面がある。
その後、ガーデニング休暇が終了したと思われるタイミングでフランスGPの戦略アドバイザーに就任した。後にフランスGPのプロモーター団体である「グランプリ・ド・フランス」の代表に就任したが、2023年以降のフランスGPの開催継続に失敗したことから、2022年12月にグランプリ・ド・フランスは解散。それに伴いブーリエも職を失った。